# 540

540(오백사십)은 539보다 크고 541보다 작은 자연수다.

## 수학
- 합성수로, 그 약수는 총 24개다. (1, 2, 3, 4, 5, 6, 9, 10, 12, 15, 18, 20, 27, 30, 36, 45, 54, 60, 90, 108, 135, 180, 270, 540)
  - 540의 진약수의 합은 1140이므로, 540은 과잉수다.
- 43번째 불가촉수다. 앞의 불가촉수는 530, 다음은 552이다.
- 15번째 칠각수다. 앞의 칠각수는 469, 다음은 616이다.
- 12번째 십각수다. 앞의 십각수는 451, 다음은 637이다.
- {\displaystyle 540=6^{2}+8^{2}+10^{2}+12^{2}+14^{2}}
  - 연속하는 짝수 5개의 제곱합으로 나타낼 수 있으며, 이 성질을 지닌 앞의 수는 360, 다음 수는 760이다.
- {\displaystyle 53^{4}-1}은 540으로 나누어떨어진다.
- 오각형의 모든 내각의 합은 540°다.

## 과학·기술
- NGC 540(영어판): 고래자리 방향에 있는 렌즈형은하.
- 현대 에어로시티 540: 현대자동차에서 만든 도시형 버스 모델.

## 교통

### 철도
- 수도권 전철 5호선 왕십리역의 역번호.

### 도로
- 540번 지방도: 충청북도 청주시 청원구 오창읍에서 증평군 증평읍까지 이어지는 대한민국의 지방도.
- 현도 제540호선

## 군사
- U-540(영어판, 독일어판): 제2차 세계 대전에 사용된 나치 독일의 군용 잠수함.

## 문화유산
- 대한민국의 보물 제540호: 홍천 괘석리 사사자 삼층석탑
- 대한민국의 사적 제540호: 논산 노강서원

## 기타
- 연도: 540년, 기원전 540년
- 540년대
- 한국십진분류법에서 건축 및 건축학에 관한 책들이 분류되는 번호.